# ۲۲۱ (عدد)
۲۲۱ یک عدد طبیعی است که بعد از ۲۲۰ و قبل از ۲۲۲ قرار دارد.